# HD87436
HD87436 — хімічно пекулярна зоря спектрального класу A4, що має видиму зоряну величину в смузі V приблизно  6,2.
Вона  розташована на відстані близько 3229,3 світлових років від Сонця.